# Helmut Reichmann
Helmut Reichmann, né le 23 décembre 1941 et décédé le 10 mars 1992, est un pilote allemand de vol à voile, champion national, et champion et du monde.

## Biographie
Helmut Reichmann est professeur de sculpture et de design à l'Université de sa ville, Sarrebruck, puis il enseigne conjointement le vol à voile à l'Institut des études sportives de cette même université. Après ses trois médailles de champion du monde de vol à voile, il se retire de la compétition et se consacre à l'entraînement et à l'enseignement du vol à voile. Il est cofondateur de la Barron Hilton Cup, reconnue par la Fédération internationale de Vol à voile, pour promouvoir le vol de longue distance en planeur. Il meurt accidentellement dans les Alpes françaises, en 1992, à 51 ans, dans la collision de son Discus avec le LS4 de Lars Gôlz, qui meurt aussi dans l'accident.

## Palmarès

### Championnats du monde
- Médaille d'or en 1970, à Marfa (États-Unis), en classe Open
- Médaille d'or en 1974, à Waikerie (Australie), en classe Open
- Médaille d'or en 1978, à Châteauroux (France), en classe 15m